# Inflação de demanda

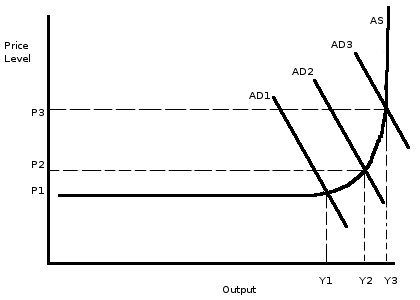
Inflação de Demanda

A Inflação de demanda é o resultado ocorrido quando a demanda agregada em uma economia supera a oferta agregada. Isto se dá quando a inflação continua aumentando à medida que o produto interno bruto real aumenta e o desemprego cai, e à medida que a economia se move ao longo da curva de Phillips. Isso é comumente descrito como " muito dinheiro perseguindo poucos bens".  Mais precisamente, deve ser descrito como envolvendo "muito dinheiro gasto perseguindo muito poucos bens", já que apenas o dinheiro gasto em bens e serviços pode causar inflação. Não se espera que isso aconteça, a menos que a economia já esteja em pleno emprego. É o oposto da inflação de custos.

## Como acontece
Na teoria keynesiana, o aumento do emprego resulta em aumento da demanda agregada (DA), o que leva a novas contratações pelas empresas para aumentar a produção. Devido a restrições de capacidade, esse aumento na produção acabará se tornando tão pequeno que o preço do bem aumentará. No início, o desemprego diminuirá, mudando DA1 para DA2, o que aumenta a demanda (assinalada como "Y") por (Y2 - Y1). Este aumento na demanda significa que mais trabalhadores são necessários, e então a DA será deslocada de DA2 para DA3, mas desta vez muito menos é produzido do que no turno anterior, mas o nível de preços subiu de P2 para P3, um aumento muito maior no preço do que no turno anterior. Este aumento no preço é chamado inflação.
A inflação por demanda contrasta com a inflação baseada nos custos, quando os aumentos de preços e salários estão sendo transmitidos de um setor para outro. No entanto, estes podem ser considerados aspectos diferentes de um processo inflacionário geral: a inflação puxada pela demanda explica como a inflação dos preços começa e a inflação baseada nos custos demonstra por que a inflação, uma vez iniciada, é tão difícil de parar.

## Causas
Possíveis causas para ocorrência da inflação de demanda:
- Há um rápido aumento no consumo e no investimento, juntamente com empresas extremamente confiantes.
- Há um aumento súbito nas exportações, o que pode levar a uma enorme subvalorização da moeda.
- Há muitos gastos do governo.
- A expectativa de que a inflação suba muitas vezes leva a um aumento da inflação.
- Trabalhadores e empresas aumentarão seus preços para "recuperar" a inflação.
- Há um crescimento monetário excessivo, quando há muito dinheiro no sistema perseguindo poucos bens. O "preço" de uma boa vontade aumentará.
- Há um aumento na população.